# Chùa Gò Kén
Chùa Gò Kén hay Từ Lâm Tự, chùa Thiền Lâm là một ngôi chùa Phật giáo nằm tại ấp Long Trung, phường Hòa Thành, tỉnh Tây Ninh. Đây là một trong những kiến trúc Phật giáo có mặt sớm nhất ở Tây Ninh khi có tuổi đời hơn 100 năm tuổi. Đây cũng là nơi mà Cao Huỳnh Cư, Cao Hoài Sang và Phạm Công Tắc mượn làm nơi khai sinh ra đạo Cao Đài. Trụ trì chùa hiện nay là Thích Thiện Nghĩa. Cùng với Tòa Thánh Tây Ninh và núi Bà Đen, cả ba được xem là ba kiến trúc tâm linh gần như thẳng hàng ở Tây Ninh.
Ngôi chùa được xây dựng trên một gò đất cao mọc đầy dây kén. Cũng vì vậy mà mọi người đã gọi chùa Thiền Lâm là chùa Gò Kén. Tên gọi đó vẫn còn tồn tại đến hiện nay dù loại dây kén này đã không còn. Mục tiêu của chùa là trở thành Trung tâm Phật giáo của tỉnh Tây Ninh.

## Lịch sử

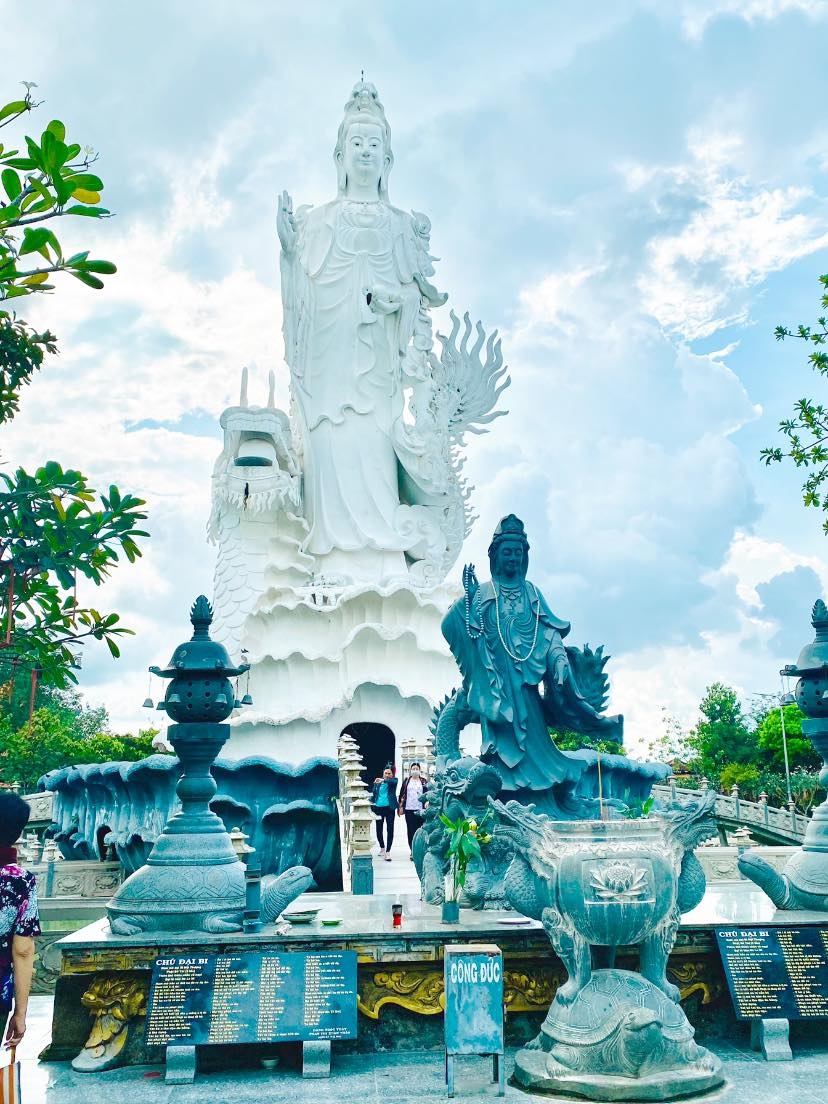
Tượng Bồ tát Quán Thế Âm ở chùa Thiền Lâm năm 2022.

Ngôi chùa được xây dựng vào khoảng năm 1904 bằng tre lá đơn sơ bởi hòa thượng Thích Trí Lượng. Vào năm 1925, hòa thượng Thích Từ Phong, đệ tử của hòa thượng Thích Trí Lượng cùng các tín đồ phật giáo đã xây dựng ngôi chùa lại kiên cố trên khuôn viên rộng 20.000 m2 (hiện nay diện tích này đã bị thu hẹp lại còn hơn 6.000 m2).
Từ 15 tháng 10 năm Bính Dần (1926) âm lịch đến rằm tháng giêng Đinh Mão (1927) âm lịch, Cao Huỳnh Cư, Cao Hoài Sang và Phạm Công Tắc đã mượn Từ Lâm Tự làm nơi khai đạo Cao Đài.
Chùa Gò Kén được trùng tu năm 1970 sau khi bị hư hại, hoang tàn do chiến tranh. Tháng 7 năm 2007, Đại đức Thích Thiện Nghĩa được Ban Trị sự Phật giáo Việt Nam tỉnh Tây Ninh bổ nhiệm giữ chức trụ trì chùa cho đến nay.
Sáng ngày 7 tháng 1 năm 2022, Ban Trị sự GHPGVN tỉnh Tây Ninh đã long trọng tổ chức lễ ra mắt Ban Trị sự Phật giáo thị xã Hòa Thành, nhiệm kỳ 2021-2026 tại Từ Lâm Tự. Đại đức Thích Thiện Nghĩa làm Trưởng ban Trị sự Phật giáo thị xã Hòa Thành.

## Kiến trúc
Chùa được xây dựng theo bản vẽ của kiến trúc sư Học Đình có chiều dài 30 m và rộng 15 m. Quần thể chùa là kiến thúc giữa văn hóa phương Đông và Tây, nửa cổ kính, nửa hiện đại.
Trước sân chùa, nổi bật là tượng đức Phật Thích Ca Mâu Ni tham thiền dưới bóng cây bồ đề được xây dựng vào năm 2009. Tượng Bồ tát Quán Thế Âm cao 25 m đứng trên con rồng cao 7 m; tượng Phật nhập niết bàn dài 25 m cũng hoàn thành và an vị 18 tượng phật La Hán trong năm 2017.
Ngoài ra còn có nhiều công trình khác như cổng tam quan, điện thờ Đức Phật Di Lạc, vườn Lâm Tỳ Ni, Ngũ Hành Sơn và công trình bảo tháp xá lợi cao 9 tầng đang được xây dựng.